# Escudo de la provincia de Guadalajara

Escudo de la Provincia de Guadalajara.

El escudo empleado por la Diputación Provincial de Guadalajara que puede considerarse como provincial reúne, como es frecuente en muchas provincias españolas, los blasones de poblaciones que eran cabeza de los partidos judiciales en el momento de su creación.

## Descripción
Escudo dividido en nueve cuarteles: 
- En el cantón diestro del jefe, manteado, en el primero de azur un cetro de plata acompañado de dos aros del mismo metal, en el segundo de gules un brazo enante armado de oro que porta en la mano una moneda; en el mantel, de azur, una flor de lis de oro. Es el escudo de Molina de Aragón.
- En el centro del jefe, partido, de azur terrazado de sínople, un castillo de oro, mamposteado de sable y aclarado del mismo esmalte y de gules, un águila de sable coronada de oro que y en sus garras una bis. Es el de Sigüenza.
- En el cantón siniestro del jefe, partido, la parte derecha medio cortada, de gules, un castillo de oro, y de plata, un león rampante de gules coronado de oro; la parte izquierda, de azur, con una fortificación de oro sobre atalaya de rocas en su color natural. Es el de Atienza.
- En el flanco diestro, de gules, un castillo de oro sobre una loma en su color natural , sumado de la representación de la Inmaculada Concepción, acompañada a su diestra y siniestra de un báculo episcopal de oro. Es el de Brihuega.
- En el centro, de azur, tachonado de estrellas de plata, acompañadas de un creciente del mismo metal y terrazado de sínople; una ciudad de oro, sumada de un banderín de gules cargado con un creciente; la ciudad acompañada de un caballero en su color, armado de plata, portando en su diestra un confalón, montado sobre un caballo de gules; el caballero acompañado en su diestra de tres soldados en su color, armados con lanzas de sable. Es el escudo de la ciudad de Guadalajara.
- En el flanco siniestro, cuartelado, el primer y cuarto cuartel partidos, de gules, un castillo de oro, almenado de tres almenas, mamposteado de sable, en el segundo y el cuarto, de plata, un león rampante de gules coronado de oro; En el segundo y tercero, de azur, tres flores de lis de oro, colocadas dos y una. Es de Cogolludo.
- En el cantón diestro de la punta, de azur, un castillo de oro, almenado de tres almenas, mamposteado de sable y aclarado de gules sobre un cerro del que manan fuentes, en su color. Es el de Cifuentes.
- En el centro de la punta, partido, de azur y terciado, en banda de plata cargada con la letra "P" de azur sombreada de gules acompañada de dos flores de lis de oro, en lo alto y lo bajo; y de plata, una cruz flordeliseada de gules acompañada de un sable enfilado de plata y empuñado de oro, el sable acompañado en su diestra (en el escudo provincial) por una calavera de plata. Es el de Pastrana.
- En el cantón siniestro de la punta, de gules, un castillo de oro sobre una loma en color natural; en campaña de azur, dos coronas de laurel de oro. Es el de Sacedón.

Al timbre corona real cerrada.